# Cal Comabella (Balaguer)
|  | Per a altres significats, vegeu «Cal Comabella». |

Cal Comabella (també conegut com a Casa Comabella) és un edifici de Balaguer, considerat de transició entre el modernisme i el noucentisme, que està declarat Bé cultural d'interès local. L'edifici fou construït del 1918 al 1921 i és obra de l'arquitecte Ignasi de Villalonga i Casañés.

## Localització
Situat dins del recinte de les muralles medievals, Cal Comabella es troba a l'extrem sud-est de la Plaça del Mercadal. Amb una part de façana al Mercadal i l'altra al Carrer del Miracle, l'edifici feia d'entrada a l'antic call Jueu o jueria de Balaguer. Per la façana posterior l'edifici limita amb el tram de la muralla medieval de la ciutat paral·lela al riu Segre, coneguda com la Muralla del Portalet.

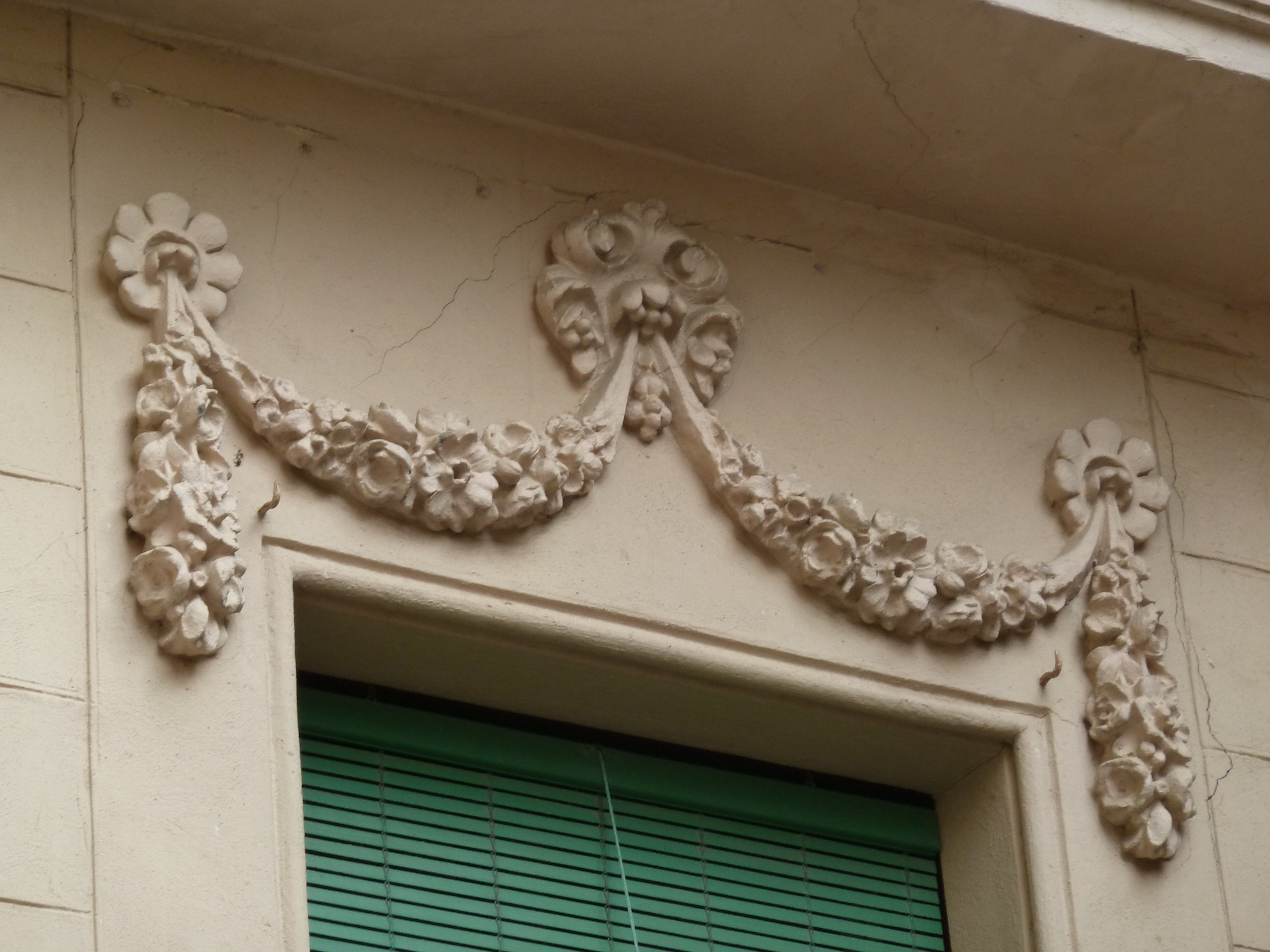
Detall decoratiu de motius naturals a sobre dels balcons

## Descripció
Façana principal a la Plaça del Mercadal i al carrer del Miracle, parcialment de pedra en planta baixa, ocupa en planta baixa el porxo més meridional de la cara est del Mercadal, amb arcades de pedra en la façana i sostre de bigues de fusta i revoltons enguixats.
La façana, que ha estat pintada recentment de color ocre, presenta balcons en la totalitat d'obertures als tres nivells superiors, amb elements decoratius de motius modernistes al damunt dels balcons.
Dels balcons amb paviment ceràmic cal destacar-ne les baranes de forjat, de formes arrodonides i motius naturals, típics de l'art modernista.
Teulada de teula àrab de colors terrossos. Coberta a dues aigües amb el carener força paral·lel al carrer del Portalet, i un terrat a la façana principal de la Plaça del Mercadal.

## Referències

Cal Comabella
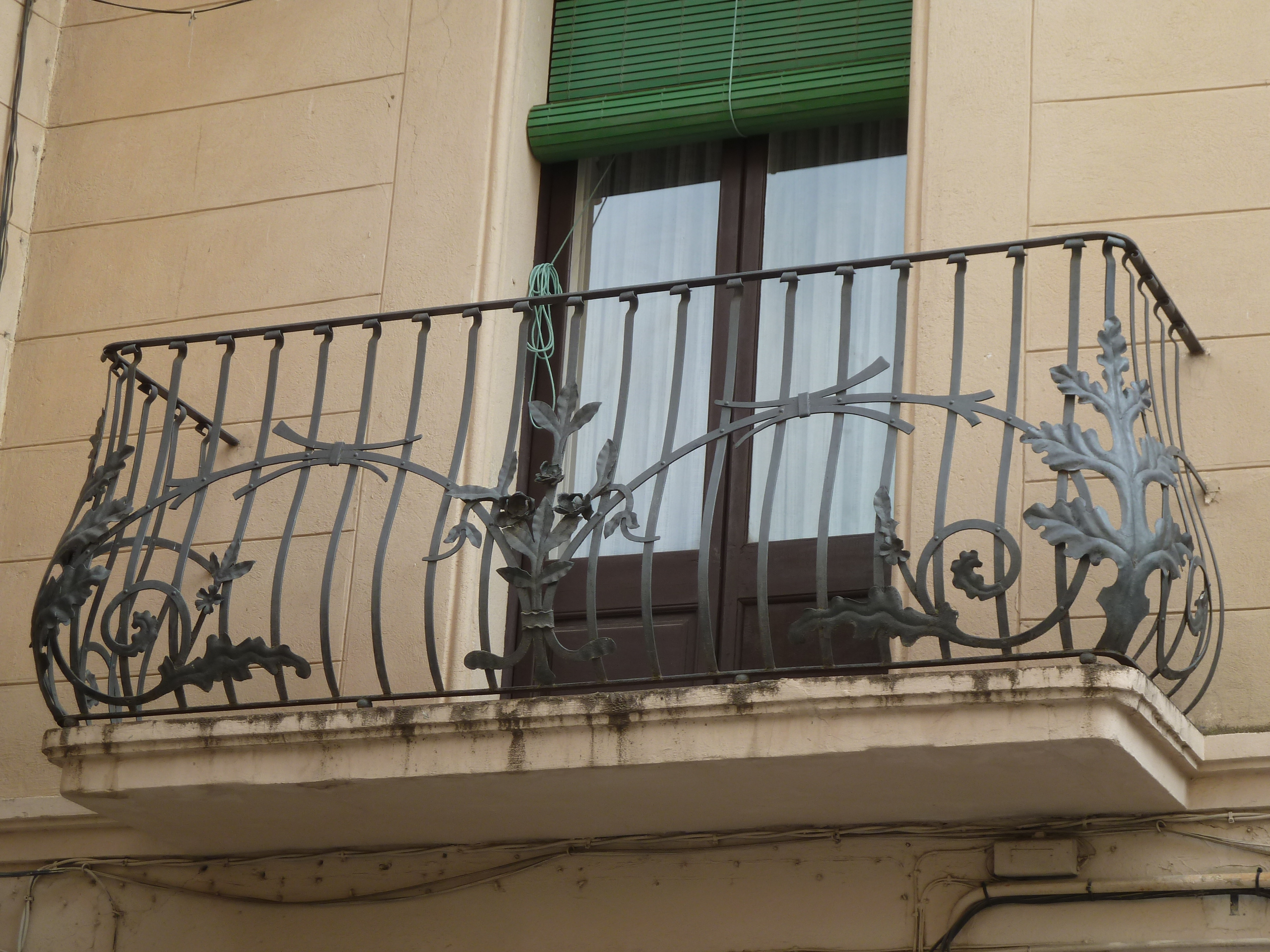
Balcons amb baranes amb forjat de formes arrodonides
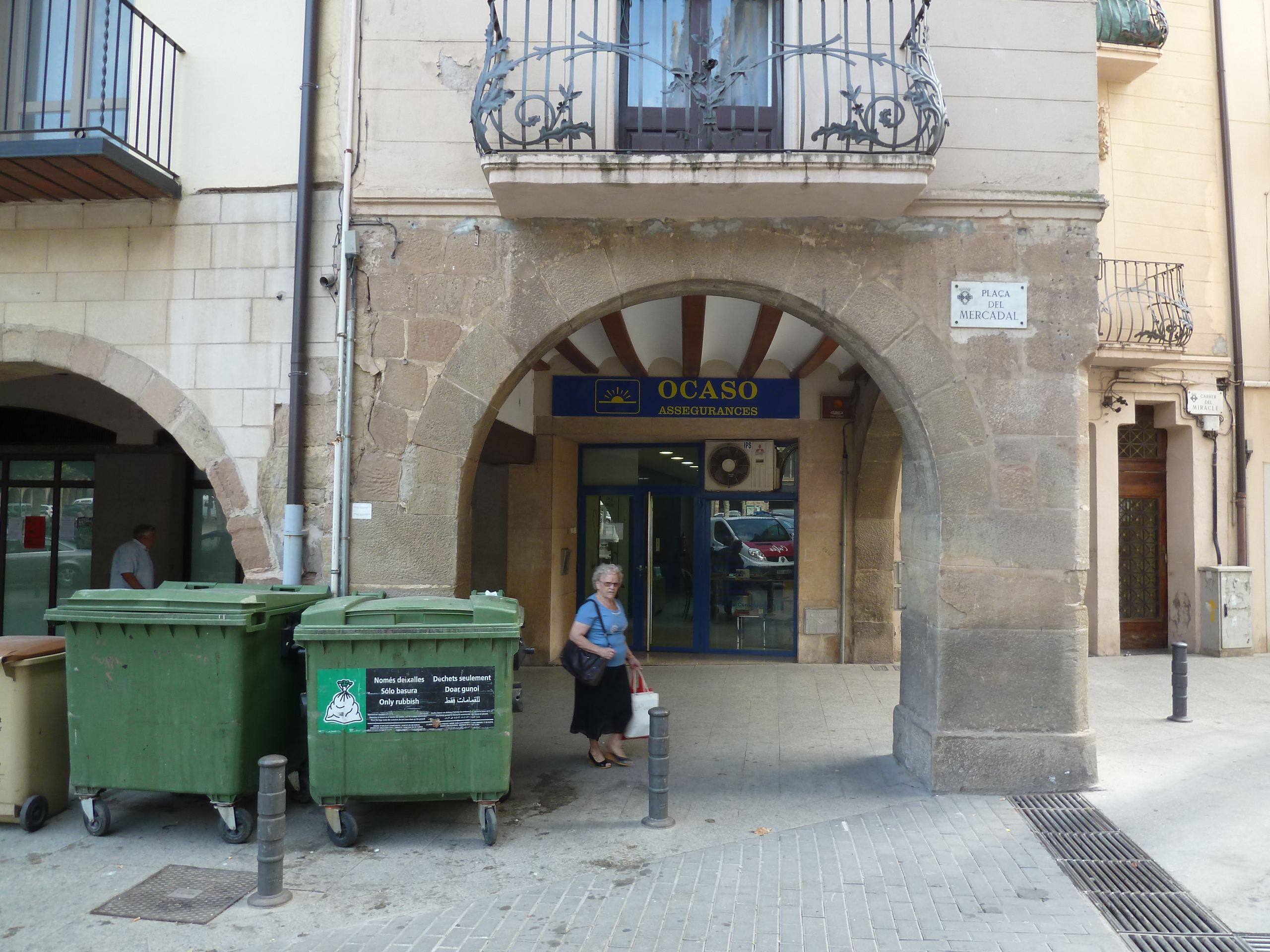
Porxo de pedra
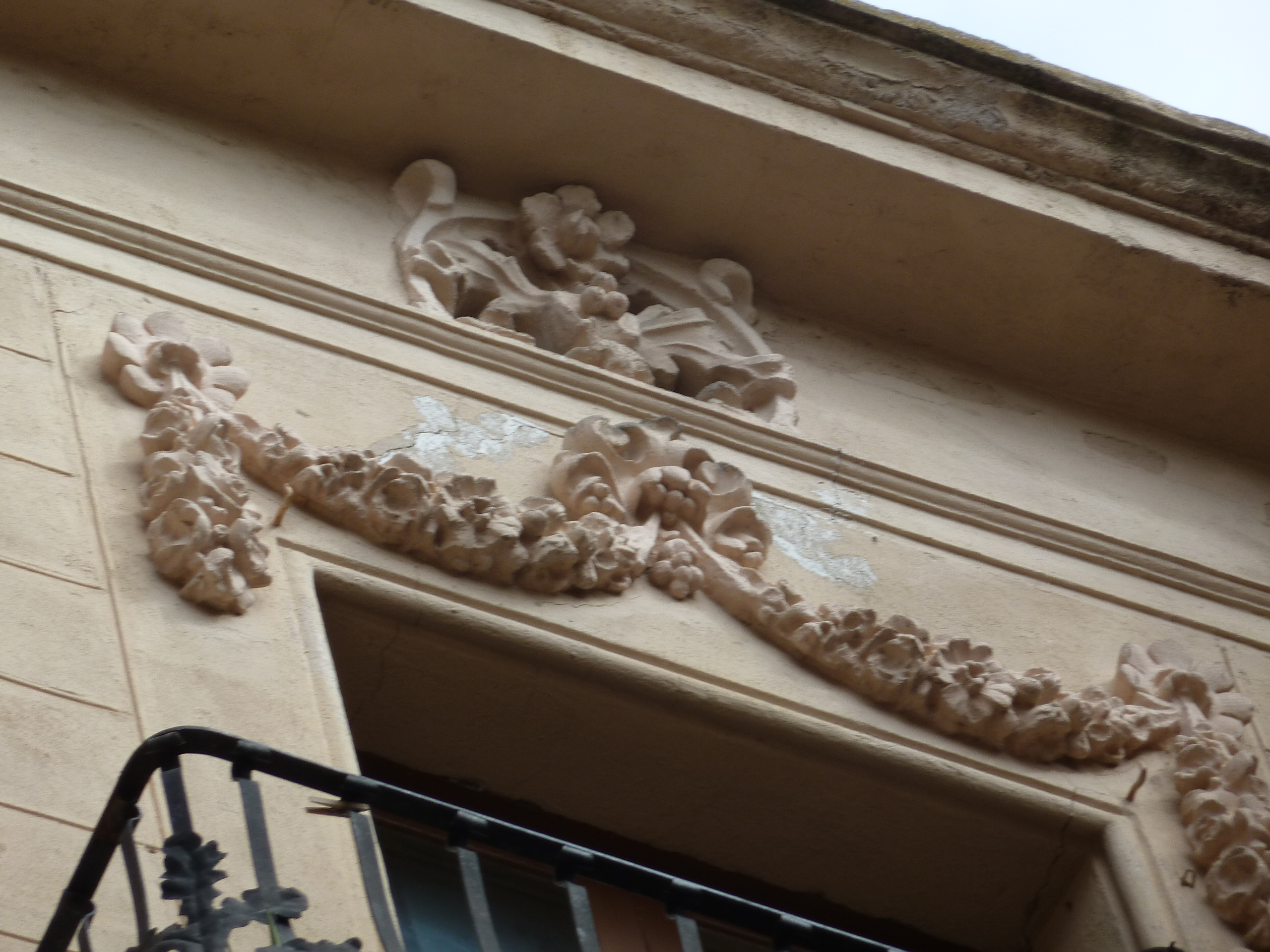
Detall decoratiu a la part de la façana sota coberta